# Percy Hobart
Pour les articles homonymes, voir Hobart (homonymie).
Percy Cleghorn Stanley Hobart, né le 14 juin 1885 à Nainital et mort le 19 février 1957 à Farnham, est un ingénieur militaire britannique.

## Biographie

### Famille
Il était le beau-frère du Field marshal Bernard Montgomery.

### Première Guerre mondiale
Il participe à la Première Guerre mondiale.

### Seconde Guerre mondiale
Commandant de la 79e division blindée pendant la Seconde Guerre mondiale, il est responsable de plusieurs véhicules blindés spécialisés connus sous le nom de Hobart's Funnies. Ceux-ci seront développés à la suite du débarquement de Dieppe, puis mis à l'honneur lors du débarquement de Normandie, c'est-à-dire la phase d'assaut de la bataille de Normandie en 1944.

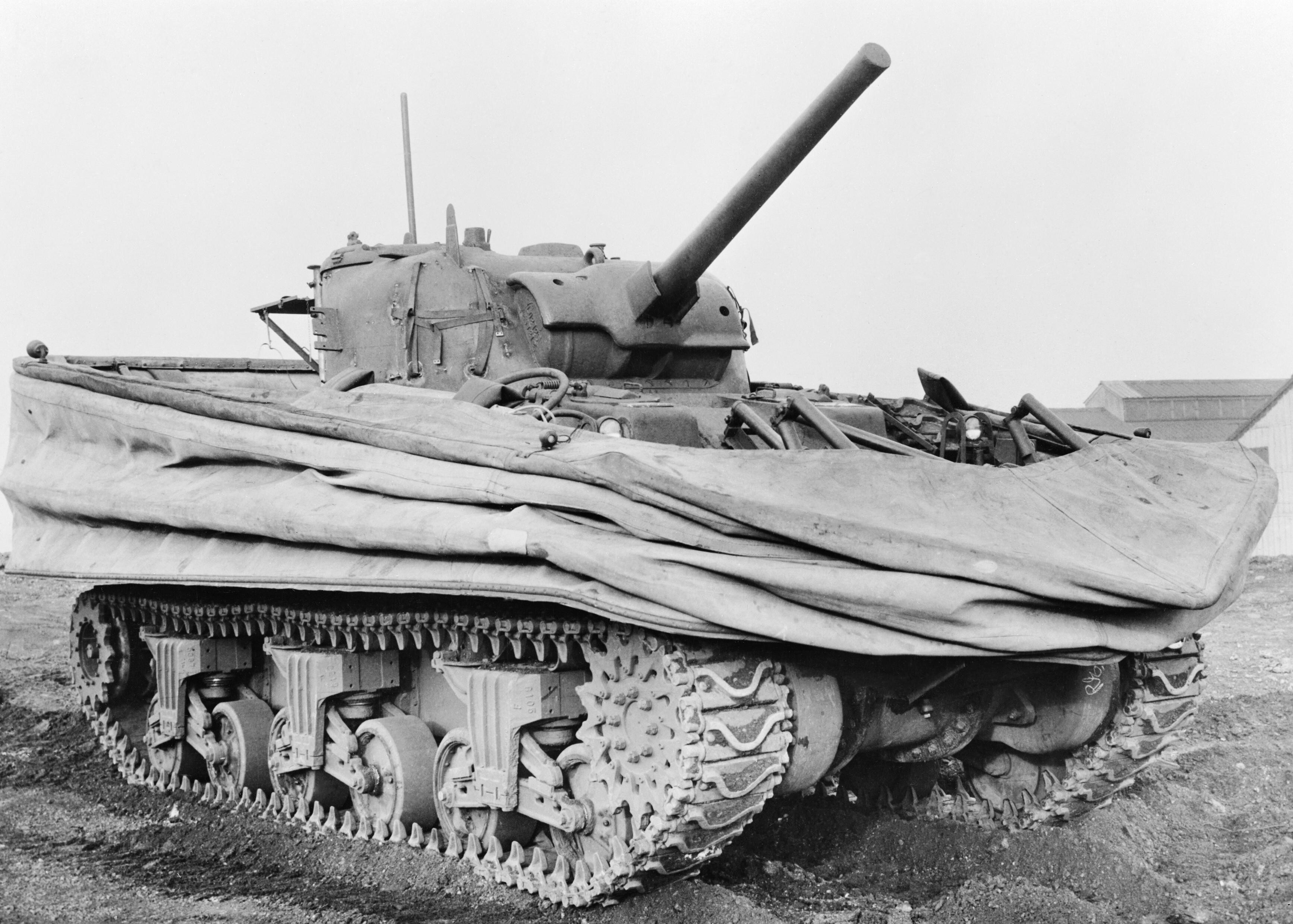
Un char DD amphibie avec sa jupe abaissée. Ce modèle faisait partie des Hobart's Funnies.

### Honneurs et décorations
Il est chevalier commandeur de l'Ordre de l'Empire britannique, compagnon de l'Ordre du Bain et membre de l'Ordre du Service distingué. Il a reçu la Legion of Merit et la Croix militaire.